# 소환 (법)
영미법에서 소환(召喚, 미국: subpoena, 영국: witness summons)은 법원이 피고인·증인·감정인 등에게 특정한 장소와 시간에 출두하여 증언을 하라는 법적 명령을 뜻한다. 미국 연방민사소송규칙 제34조는 일방 당사자가 상대방이 소유하거나 지배하는 문서나 자료(컴퓨터, 녹음테이프 등 포함)에 대한 조사, 또는 조사목적으로 상대방의 땅이나 재산에 접근할 수 있는 방법을 규정하고 있다.
보통 두 가지 소환이 존재하는데 하나는 증언을 강제하는 것이고 또 하나는 문서나 기록을 제출하는 것을 명령하는 것이다. 보통 법원 서기가 작성하며 판사의 명의로 발하게 된다. subpoena는 라틴어로 under penalty("처벌下의")라는 뜻이다.
대한민국 형사소송법 제68조에서 법원이 피고인에 대하여 소환할 수 있다. 법에서 수사기관은 출석 요구라고 정하고 있으나 다수의 매체가 피의자 출석 요구를 소환이라고 보도한다

## 소환장의 종류
- 증인소환장(subpoena ad testificandum): 지정한 사람에게 변론이나 진술녹취 시에 증언하도록 명령한다.
- 문서제출명령(subpoena duces tecum): 문서 및 기타 자료의 제출 및 부동산의 조사를 명령한다.

## 소환에 대한 대응
3가지 방법으로 소환요구에 대응할 수 있다.
1. 소환에 응한다.(법원에 출두하거나 자료를 제출한다.)
2. 소환거부를 법원에 설득한다. (예를 들어 소환이 개인의 헌법내 보장된 기본권을 침해한다고 주장할 수 있다.)
3. 소환자체를 거부한다. (이 경우 법정모독으로 처벌될 수 있다.)

## 미국 연방 국회
미국 국회는 소환을 발할 권한을 가지고 있다.

## 소환장
조사는 목적물에 대한 사본작성, 사진촬영, 측량, 기타 실험 등 자유롭고 광범위한 사실조사를 포함한다. 지배(control)란 용어는 반드시 소유 등 법률적 의미의 지배뿐 아니라 상대방이 소유자에 대하여 영향력을 미칠 수 있는 지위에 있으면 가능한 것으로 본다.
위 요구에는 대상이 특정되어야 하고 시간, 장소, 조사방법 등이 명시되어야 한다. 상대방은 위 요구에 대하여 허락하거나 이유를 명시하여 반대할 수 있고 이때 요구자는 법원에 위 명령을 신청할 수 있다.
상대방이 가진 문서나 물건을 조사할 필요가 있을 때 이 방법이 가장 경제적이고 효과적일 수 있다. 대상문서가 제3자의 지배하에 있을 때에는 이 방법은 사용할 수 없고 진술녹취를 요구하여 법원에 그에 부수한 문서제출명령장 (subpoena duces tecum)을 받아 조사할 수 있다.
증거제출 또는 물건의 조사요구를 받은 당사자는 요구의 송달이후 30일 이내에 답변하여야 한다. 법원은 이 기간을 단축하거나 늘일 수 있다. 당사자간의 합의가 증거개시의 완료, 신청의 심리, 또는 변론을 위해 정해진 시기를 방해하지 않는 한, 법원의 허가 없이 서면으로 달리 합의할 수 있다.

### 미국의 연방민사소송규칙상 소환장제도
소환장은 연방지방법원의 권한에 따라 변론(trial)이나 진술녹취(deposition)시에 증언하거나 문서를 제출하거나 부동산(premises)을 조사(inspection)하도록 제3자에게 명하는 명령(directive)이다. 법원은 증인소환영장(subpoena ad testificandum)을 통해 지정한 사람에게 변론이나 진술녹취 시에 증언하도록 명한다. 반면에 법원은 문서제출명령장(subpoena duces tecum)을 통해 문서 및 기타 자료의 제출 및 부동산의 조사를 명한다.
소환장 중에서 문서제출명령장의 목적은 계속 중인 재판절차에서 쟁점이 된 사실관계에 관한 문서 또는 물건의 제출을 강제하는 것이다.문서제출명령장은 제3자에게 문서 또는 기타 물건을 제출하도록 명하는 유일한 방법이다.원래 연방민소규칙 제45조제b항은 문서제출명령장에 대하여 규율하였고 오로지 서적(books)이나 서류(papers) 또는 문서만을 그 대상으로 하였으나 1948년 개정 시에 제출대상에 “유체물”을 추가하였다. 이보다 포괄적인 법문은 분명히 전자적인 포맷 및 기타 현대적 기술적 포맷으로 기록된 정보를 포함한다. 문서제출명령장은 제27조에 따른 증언의 보존을 위한 소의 제기 없이도 법원의 명령에 따라 발부할 수 있다.
전술한 예외를 제외하고는 계속 중인 소송에서만 소환장을 발부할 수 있다.문서제출명령장을 취소하는 신청은 그 소환장이 불합리하거나 억압적이라고 생각되는 경우에 제기할 수 있고더욱이 소환된 자가 진술녹취 시에 제출하도록 명받은 문서와 물건의 열람과 복사를 거부한 경우에 소환장을 송달한 당사자는 법원명령을 받지 아니하는 한 그 자료를 열람하거나 복제할 수 없다.증인은 그것을 소지하지 아니하더라도 그들이 지배하는 문 서를 제출하도록 명받을 수 있다.따라서 소유권은 소환장에 응할 의무의 전제요건이 아니다. 하지만 증인에게 그가 지배 또는 점유하지 아니하는 자료를 제출하도록 강제할 수 없다.제34조의 “점유(possession), 관리(custody) 또는 지배(control)”란 용어에 해당하는 사건들은 제45조의 내용에 이러한 원칙을 적용함에 있어 도움이 될 것이다.
물론 기업은 자신의 기록과 장부에 대하여 점유하고 지배하는 것으로 추정된다.소환받은 자는 소환장에 기재된 문서 중 일부를 지배하거나 점유하는 경우에 소환장에 따라 제출을 요청한 기타 문서를 지배하거나 점유하지 아니하더라도 그것을 제출하여야 한다.
심지어 소환장을 발부하는 연방지방법원의 지역적 법관할권밖에 보관된 기록조차도 그 법원의 법관할권에 복종하는 자가 관리한다면 소환장의 적용범위에 포함될 수 있다.문서제출명령장이 타인 또는 다른 단체에 소속된 기록보관인에게 송달된 경우에 공식적인 통지는 문서의 제출을 요청하기 전에 기록의 소유권자에게 송달하여야 한다.

## 같이 보기
- 문서제출명령
- 대한민국 형사소송법 제152조 소환불응과 구인

## 참고 문헌
- 이규호, 특허법상 서류제출명령에 관한 연구, 민사소송10권2호.